# Pala (Dynastie)

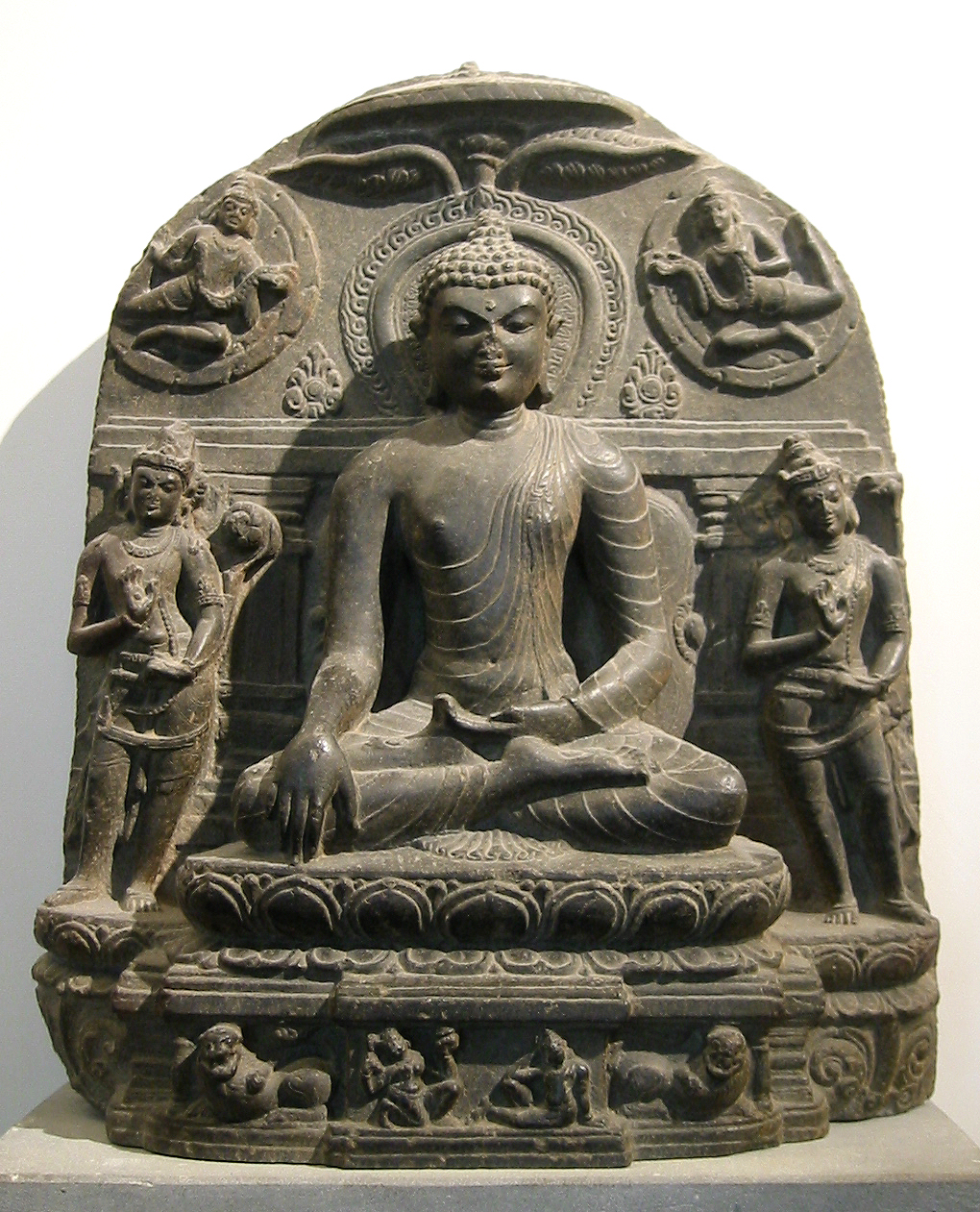
Buddha mit Handgeste (mudra) der Erdberührung, Pala-Zeit (11. Jh.)

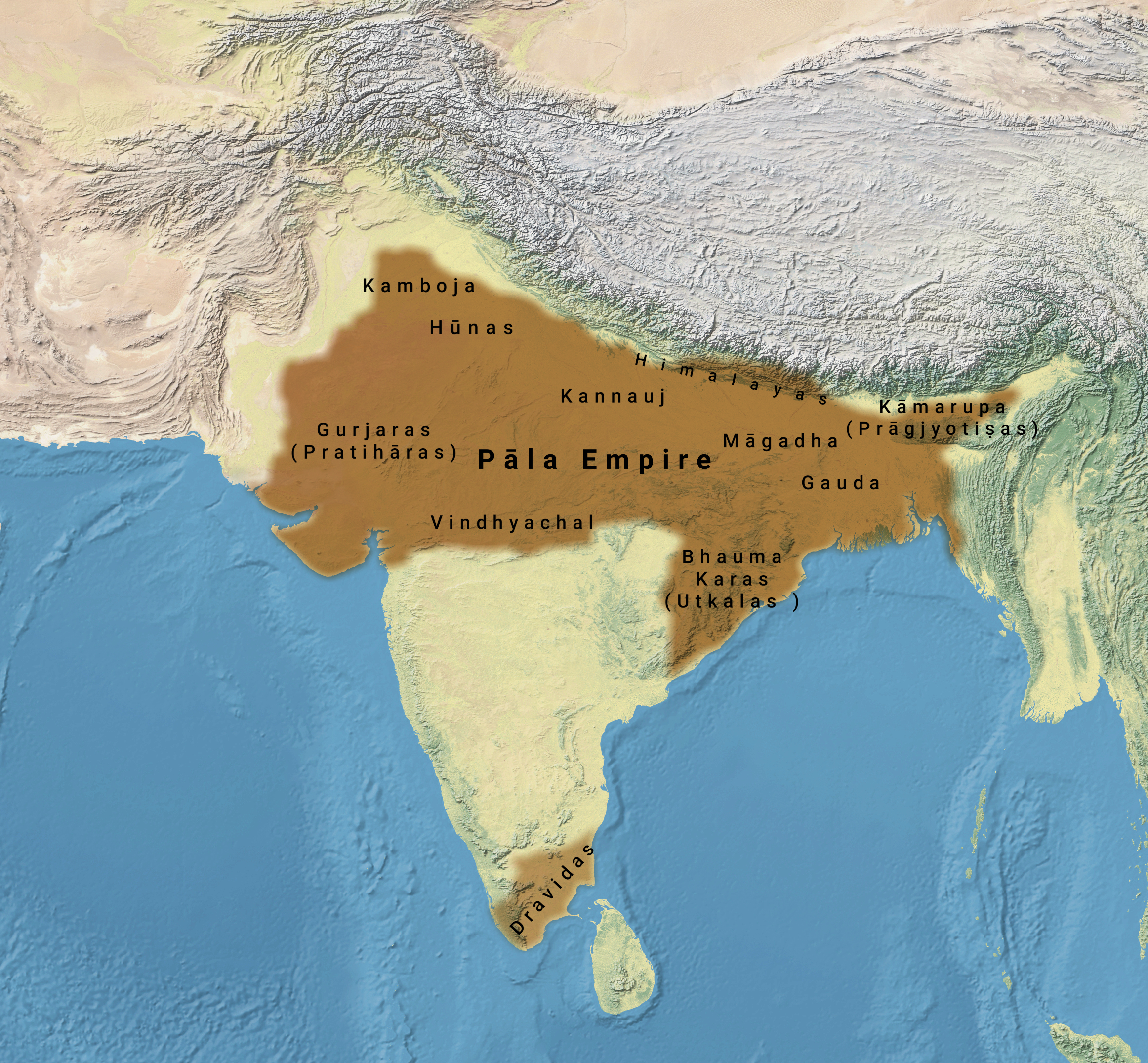
Karte des Pala-Reiches unter Devapala

Die Pala-Dynastie war eine indische Dynastie, welche in etwa zwischen 750 und 1161 das auf dem indischen Subkontinent bestehende Reich beherrschte. Sie ist unter anderem für ihre Förderung des Buddhismus in Nalanda bekannt.

## Geschichte
In der Mitte des 8. Jahrhunderts war das Machtgefüge Nordindiens instabil (unter anderem Interventionen Lalitadityas von Kaschmir und der Tibeter), es war die Zeit des „Rechts der Fische“ (matsyanyaya). So wählte die Bevölkerung Bengalens um das Jahr 750 den Buddhisten Gopala (reg. ca. 750–775) zum König, einen Außenseiter ohne klaren Herkunftsort, der weder zur Brahmanenkaste noch zum Erbadel gehörte.
Die machtvollsten Könige in der Folgezeit waren Gopalas Sohn Dharmapala (reg. ca. 775–810) und dessen Sohn Devapala (reg. ca. 810–850) – beide Buddhisten –, die Bengalen vereinigten und die Pala-Dynastie zu einer der wichtigsten Herrscherfamilien im Indien des 9. Jahrhunderts machten. Die außenpolitischen Gegner der Pala waren die Pratihara und die Rashtrakuta. Dharmapala versuchte, in Kannauj einen Vasallenkönig namens Chakrayuda einzusetzen, wurde aber von den Pratihara im Jahr 807 bei Monghyr geschlagen und musste seine Ambitionen aufgeben. Auch sein Sohn Devapala strebte eine Erweiterung seines Territoriums an.
Die Nachfolge König Devapalas erwies sich als Problem: mehrere Thronanwärter traten gleichzeitig auf, und es kam zur Regierung von Vigrahapala (reg. ca. 850–854), der sich bald in ein Kloster zurückzog und dem kindlichen Narayanapala (reg. ca. 854–908) den Thron überließ. Unter Narayanapala führte Misswirtschaft zum Niedergang der Pala-Dynastie, deren Positionen nun von den Pratihara übernommen wurden. Unter Rajayapala (reg. 908–932) besaßen sie nur noch einige Distrikte um Patna, während ihre Vasallen (Chandra, Varma, Kamboja) praktisch unabhängig wurden.
Eine kurze Neubelebung des Königreiches unter Mahipala I. (reg. ca. 992–1040) endete schließlich um 1022/23 in einem verlorenen Krieg mit dem machtvollen südindischen Königreich der Chola. Mahipalas Nachfolger waren dann bereits Vasallen des Kalachuri-Eroberers Karna (reg. ca. 1041–1072, versuchte das Erbe der Pratihara zu übernehmen) und von Feinden (beispielsweise Chalukya Vikramaditya IV.) und Rebellionen (Varendra-Rebellion) gleichermaßen bedroht. In den 80er Jahren des 11. Jahrhunderts stellte König Ramapala (reg. ca. 1082–1124) das Pala-Reich wieder her, aber seine Autorität gegenüber den Vasallen blieb erschüttert.
Spätestens nach Ramapalas Tod vollzog sich in Bengalen der Aufstieg der Sena-Dynastie unter deren König Vijayasena (reg. ca. 1097–1159), welcher die Pala aus dem Land vertrieb, während in Monghyr (= Munger, Bihar) um 1146 der Gahadavala Govindachandra (reg. ca. 1114–1155) erwähnt wird. Vijayasenas Nachfolger Ballalasena (reg. ca. 1159–1185) vernichtete die Pala in Bihar um das Jahr 1161 endgültig.

## Religion und Kultur
Im Land der Pala-Dynastie prosperierten der Buddhismus und einheimische tantrische Muttergöttinnen-Kulte. Infolgedessen wurden die Normen des Kastenwesens in der Bevölkerung Bengalens lange Zeit nur eingeschränkt umgesetzt. Der Umgang mit Ausgestoßenen und Prostituierten wurde partiell als heilswirksam und notwendig betrachtet. Der Buddhismus (in der Vajrajana-Form) hielt sich in Bengalen noch, als er im übrigen Indien längst vom Hinduismus verdrängt worden war und strahlte von dort nach Tibet (unter anderem Reformator Atisha im frühen 11. Jh.), Birma und Indonesien aus. Gleichzeitig wurden damit auch Bildhauerei und Malerei weitervermittelt. Die namhaften Universitäten jener Zeit waren Nalanda, Vikramashila (gegründet von König Dharmapala) und Ottantapuri. Erst die späten Pala – obgleich unverändert auf die Koexistenz von Buddhismus und Hinduismus ausgerichtet – verschafften dem Hinduismus größeren Einfluss.
Die Pala haben keine spektakulären Monumente hinterlassen, aber die Ruinen von Nalanda und Vikramashila sowie eine Fülle buddhistischer und hinduistischer Steinskulpturen zeugen von der Kunstfertigkeit der Baumeister und Steinmetze der damaligen Zeit.

## Wirtschaft
Trotz der großen Entfernungen gab es bedeutende Handelsbeziehungen zur Insel Java und anderen Regionen in Südostasien. Infolge des für beide Seiten einträglichen Seehandels, den Bengalen zur Pala-Zeit mit der arabischen Welt betrieb, fand die Dynastie auch bei arabischen Chronisten Erwähnung.

## Liste der Großkönige

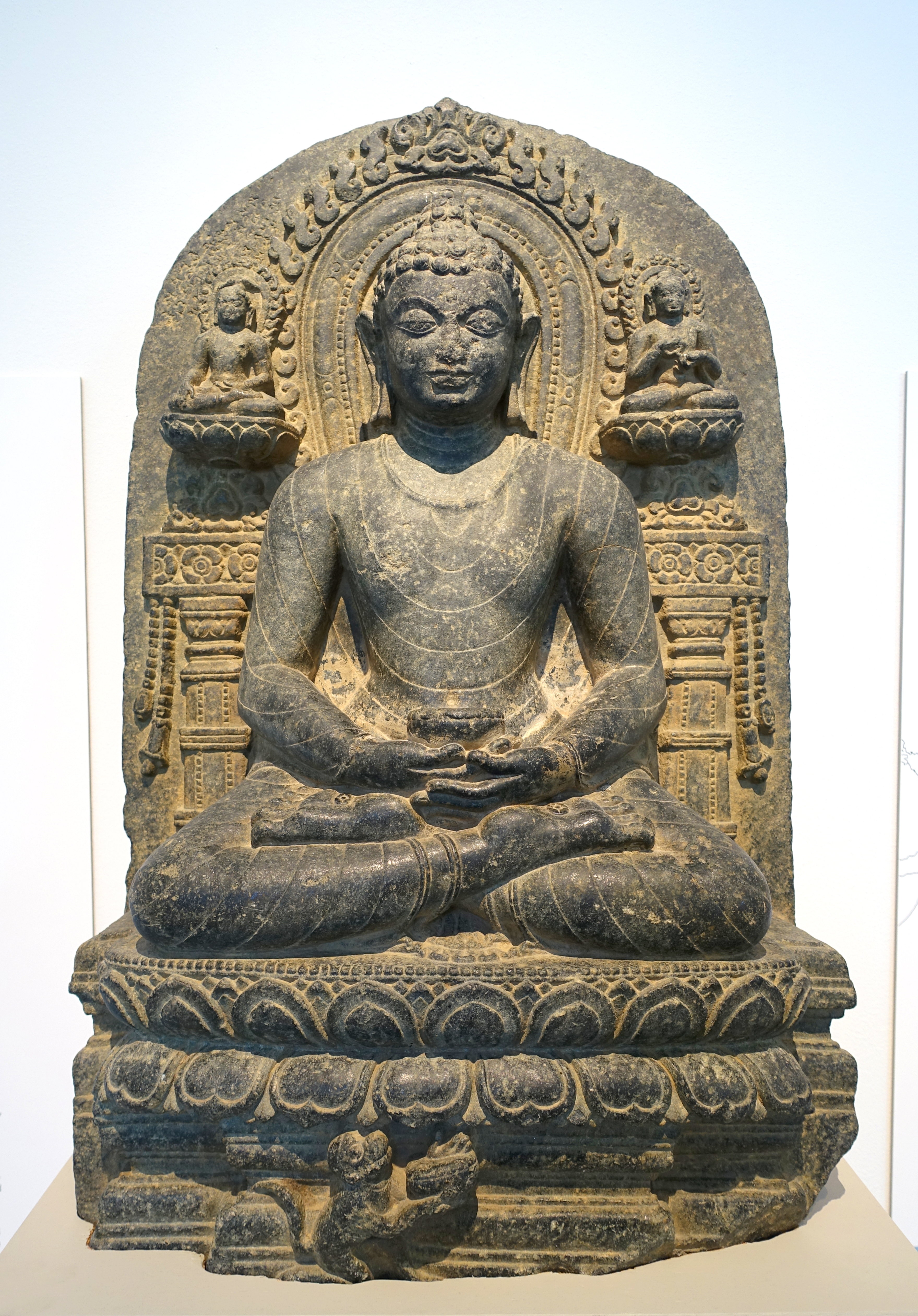
Affe bietet dem meditierenden Buddha Honig an (um 1000)

- Gopala I. (Dynastiegründer um 750, ungesicherte Reg.dauer)
- Dharmapala, Sohn des Gopala I. (35 Jahre) (775–810)
- Devapala, Sohn des Dharmapala (35 oder 39 Jahre) (810–850)
- Vigrahapala I., Urenkel v. Golpala I. (ungesicherte Reg.dauer) (850–854)
- Narayanapala, Sohn des Vigrahapala (54 Jahre) (854–908)
- Rajyapala, Sohn des Narayanapala (37 Jahre)
- Gopala III., Sohn des Rajyapala (11 oder 17 Jahre)
- Vigrahapala II., Sohn des Gopala III. (ungesicherte Reg.dauer)
- Mahipala I., Sohn des Vigrahapala II. (48 Jahre)
- Nayapala, Sohn des Mahipala (15 Jahre)
- Vigrahapala III., Sohn des Nayapala (26 Jahre)
- Mahipala II., Sohn des Vigrahapala III. (ungesicherte Reg.dauer)
- Shurapala, Sohn des Vigrahapala III. (ungesicherte Reg.dauer)
- Ramapala, Sohn des Vigrahapala III. (53 Jahre)
- Kumarapala, Sohn des Ramapala (ungesicherte Reg.dauer)
- Gopala IV., Sohn des Kumarapala (15 Jahre)
- Madanapala, Sohn des Ramapala, Bruder Kumarapalas (ca. 1143–ca. 1165)
- Palapala (undatiert) und Govindrapala (um 1176)